# Olympische Sommerspiele 2000/Radsport – Mountainbike (Frauen)
Das Mountainbikerennen der Frauen bei den Olympischen Spielen 2000 in Sydney fand am 23. September 2000 statt.
Während der ersten Hälfte des Rennens lag größtenteils die Schweizerin Barbara Blatter in Führung, ihr Vorsprung betrug aber nie mehr als circa 20 Sekunden. Schließlich wurde sie von der Spanierin Margarita Fullana ein- und später überholt. Fullana galt eigentlich als Siegerin jedoch konnte Paola Pezzo noch einmal angreifen und schob sich vom dritten auf den ersten Platz vor. Zwar schloss Blatter wegen eines Sturzes von Pezzo nochmals auf, konnte Pezzos Olympiasieg nicht verhindern.

## Ergebnisse
| Rang | Athlet                 | Nation             | Zeit         |
| ---- | ---------------------- | ------------------ | ------------ |
| 1    | Paola Pezzo            | Italien            | 1:49:24,38 h |
| 2    | Barbara Blatter        | Schweiz            | 1:49:51,42 h |
| 3    | Margarita Fullana      | Spanien            | 1:49:57,39 h |
| 4    | Alla Jepifanowa        | Russland           | 1:50:45,43 h |
| 5    | Alison Sydor           | Kanada             | 1:52:19,32 h |
| 6    | Mary Grigson           | Australien         | 1:53:22,57 h |
| 7    | Alison Dunlap          | Vereinigte Staaten | 1:53:53,05 h |
| 8    | Chrissy Redden         | Kanada             | 1:54:07,38 h |
| 9    | Sabine Spitz           | Deutschland        | 1:54:46,49 h |
| 10   | Ruthie Matthes         | Vereinigte Staaten | 1:55:16,08 h |
| 11   | Chantal Daucourt       | Schweiz            | 1:56:49,53 h |
| 12   | Caroline Alexander     | Großbritannien     | 1:56:51,02 h |
| 13   | Hedda zu Putlitz       | Deutschland        | 1:58:19,65 h |
| 14   | Silvia Rovira          | Spanien            | 1:58:59,37 h |
| 15   | Louise Robinson        | Großbritannien     | 1:59:23,27 h |
| 16   | Ann Trombley           | Vereinigte Staaten | 1:59:43,12 h |
| 17   | Corine Dorland         | Niederlande        | 1:59:59,36 h |
| 18   | Laurence Leboucher     | Frankreich         | 2:00:38,89 h |
| 19   | Lesley Tomlinson       | Kanada             | 2:00:44,08 h |
| 20   | Jimena Florit          | Argentinien        | 2:00:49,05 h |
| 21   | Anna Baylis            | Australien         | 2:00:53,20 h |
| 22   | Ragnhild Kostøl        | Norwegen           | 2:01:51,06 h |
| 23   | Sophie Villeneuve      | Frankreich         | 2:03:31,71 h |
| 24   | Flor Marina Delgadillo | Kolumbien          | 2:03:17,10 h |
| 25   | Erica Lynn Green       | Südafrika          | 2:03:32,37 h |
| 26   | Hiroko Nambu           | Japan              | 2:06:13,88 h |
| 27   | Alexandra Yeung        | Hongkong           | 2:11:29,79 h |
| 28   | Ma Yanping             | China              | LAP          |
| 29   | Tarja Owens            | Irland             | LAP          |
|      | Susy Pryde             | Neuseeland         | DNF          |